# Bristol Football Club
El Bristol Football Club fue un club de fútbol de Montevideo (Uruguay) de inicios del siglo XX. Era un club elitista y defensor de mantener el amateurismo en el deporte (de forma de no incorporar otras clases sociales a la práctica hasta entonces ociosa).
Generó una fuerte rivalidad con el Club Nacional de Football entre 1911 y su desaparición en 1915, desarrollando una breve rivalidad clásica.

## Historia

### Sus inicios
El Bristol Football Club tuvo su origen en los inicios del siglo XX. Tomó su nombre de la ciudad inglesa Brístol y de uno de los cuarenta y siete condados de Inglaterra. Ubicado en la región Sudoeste limita al noreste con Gloucestershire, al sur y suroeste con Somerset y al noroeste con el canal de Brístol. Comparte denominación con los dos clubes de aquella ciudad inglesa: el Bristol City Football Club y el Bristol Rovers Football Club.
Fue considerado un club elitista, debido a que defendían que el fútbol siguiera siendo amateur, principalmente para no incorporar otras clases sociales a la práctica hasta entonces ociosa de este deporte.

### Auge y rivalidad con Nacional
Para 1911 el equipo se reforzó fuertemente con una base de futbolistas que provenían del grupo de los Nacional Old Boys, un grupo de escindidos de Nacional que no pudo formar un nuevo club y encontraron en el Bristol su lugar. Entre ellos se encontraban Jorge Pacheco, Juan Pena, Luis Carbone, Alberto Cantury (goleador albo en 1909 y 1910 con 20 y 19 goles respectivamente) y otros más.
La institución se convirtió en un reducto defensor del amateurismo, donde se condenaba totalmente cualquier tipo de retribución económica por jugar al fútbol, una práctica cada vez más común en el incipiente "profesionalismo marrón" (profesionalismo no declarado) que se había instalado en el fútbol uruguayo (eran futbolistas que se sentían de la élite y rechazaban jugar, por ejemplo, junto a personas como albañiles).
Para ese entonces el equipo rojinegro estaba formado por una gran mayoría de jugadores ex-Nacional, configurando los partidos entre Nacional y Bristol de una fuerte rivalidad, con aura de clásico. En el partido del 15 de octubre frente a los albos, Bristol alineó 10 jugadores del once inicial que eran ex-Nacional: Caserza, Novoa, Carbone, Pacheco, Durán, Zuazu, Friederich, Ferreiro, Pena y Campisteguy. Por su parte Nacional sugestivamente alineó en ambos partidos por la Copa Uruguaya a Antonio Ascunzi, el primer futbolista negro en jugar en Nacional. Fue una victoria para cada uno por el Uruguayo y además Bristol pudo ganar 1 partido y empatar el otro por la Copa José Pedro Varela.

### Caída deportiva y desaparición
Conforme fueron pasando los campeonatos, la rivalidad entre Bristol y Nacional terminó siendo totalmente favorable a este último: en 1912 ganó los dos partidos, y lo mismo sucedió en 1913 cuando Bristol salió último.
Esto generó el descenso del club. En 1914 el rojinegro jugó en Intermedia y regresó a Primera División para 1915, pero otra vez fue derrotado y significó el último año de existencia del Bristol. Finalmente, el equipo nunca pudo lograr contar con el respaldo de los aficionados. El escaso apoyo y su mal rendimiento supuso la desaparición del club.

## Datos del Club
- Temporadas en 1.ª: 7 
  - Debut: 1908
- Mejor puesto en Primera División: 5.º (1908 y 1912)
- Peor puesto en Primera División: 8.º (último) en 1913 y 9.º (penúltimo) en 1915
- Registro histórico: En Primera, disputó 114 partidos, divididos en 30 victorias, 22 empates y 62 derrotas; con 131 goles a favor y 199 en contra (el saldo es -68) sumando 82 puntos.[4]

## Palmarés

### Torneos Nacionales (3)
- Segunda División (2):  1907, 1914.
- Copa José Pedro Varela (1): 1911.
- Subcampeón de la Cup Tie Competition (1): 1914.